# Spojovací materiál

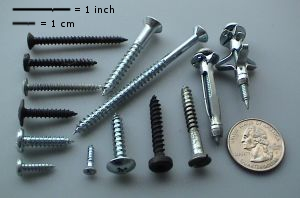
Příklady spojovacího materiálu- Vruty a hmoždinky v poměru velikosti s mincí

Spojovací materiál je společné označení pro strojní součásti, které slouží ke spojení dvou nebo více jiných dílů. Tyto součásti se vyrábějí z oceli, korozivzdorné oceli, mosazi, mědi, hliníkových slitin, plastů a dalších materiálů.
Příklady:
- nýt
- šroub + matice,
- vrut
- hřebík
- hmoždinka
- kotva
- podložka
- svorník
- závitová tyč
- kolík
- zděř